# Лондонский оборотень
«Лондонский оборотень» (англ. Werewolf of London) — классический фильм ужасов студии Universal Pictures, вышедший на экраны в 1935 году. Этот фильм является самым первым из сохранившихся голливудских фильмов про оборотней-ликантропов (в 1913 году вышел немой фильм под названием «Оборотень», но он был уничтожен пожаром в 1924 году).

## Сюжет
Во время поездки по Тибету ботаника Уилфреда Глендона (Генри Халл) кусает в руку гнусное создание. После находки таинственного растения — марифазы, которое распускается только при лунном свете, он возвращается вместе со своей экспедицией в Лондон. Когда в своей лаборатории Глендон пытается оживить растение с помощью искусственно-сгенерированного света, в его доме устраивается прием по случаю открытия ботанического сада, во время которого его жена, Лиза (Валери Хобсон), встречается с неожиданно вернувшимся из Америки другом детства, Полом (Лестер Мэтьюс).
Тем временем к Глендону является доктор Йогами (Уорнер Оулэнд), который утверждает, что они встречались в Тибете. Йогами, как впоследствии оказывается, является тем гнусным созданием, которое укусило Глендона — оборотень. Он даёт Глендону понять, что и он превратится в результате укуса в волка. Единственное противоядие — экстракт того растения, марифазы, которое Глендон привез с собой из Тибета, и которое Йогами так же искал (найденное им растение погибло при транспортировке в Японию, или же было им полностью использовано). Но Йогами тут же оговаривается — экстракт является только временной защитой, противоядием, но не лекарством.
Глендон отказывает Йогами в помощи, и тот на прощание предостерегает его — оборотень инстинктивно стремится уничтожить то, что больше всего любит. Растерянный и напуганный, Глендон впадает в панику и концентрируется только на ботанических экспериментах. Пока он отвлекается, чтобы узнать побольше сведений об оборотнях, кто-то срезает цветки марифазы.
Его жена вместе с Полом отправляется на вечеринку к охочей до «оригиналов» тёте Хэтти (Спринг Байинтон), куда кроме прочего приглашен доктор Йогами (которого она вечно называет Йокогамой). У Глендона, и без того склонного к ревности, рождается уверенность, что это Лиза или Пол срезали цветы. В образе волка он бросается за ними. Пробравшись в дом к подвыпившей тете, он пугает её, но не убивает.
Бывший среди гостей начальник Скотланд-Ярда полковник Форсайт (Лоренс Грант), по совместительству дядюшка Пола, благодушно отмечает что она «выпила лишнего». На следующее утро вовремя покинувший вечеринку Йогами читает об убийстве неизвестной девушки на улице — его начинает мучить совесть — ведь цветы тайком унёс он. Полиция берется за дело.
Глендон пытается найти вход из кошмарной ситуации, снимая отдельную комнату. Но в следующую ночь обращение повторяется — он сбегает и убивает снова. Йогами сообщает полиции о том, что убийства — это следствие существования оборотня, и что для пресечения необходимо взять марифазу под контроль. Пол с трудом уговаривает дядю проверить эти показания. Глендон тщетно силиться поторопить созревание цветов упрямой марифазы — но необходима ещё одна ночь. В ужасе от мысли, что может случиться, чтобы на этот раз не натворить беды, он мчится в родовое имение Лизы, Фэлдон-хаус, где просит лесника запереть себя в комнате. Но Пол и Лиза тоже приезжают туда на ночную прогулку. В образе волка Глендон видит их, беспечно гуляющих по темному саду. Желание человеческой крови доводит его до того, что он начинает охоту на свою жену Лизу и охотится до тех пор, пока его не пристреливает Форсайт.
В этом фильме ликантропия (греч. «волко-человечность») названа неправильно ликантрофобией (то есть дословно по-гречески «боязнью волков»).
Генри Халл сам озвучил «волчий вой», но в остальных эпизодах вместо рычания он издает хрюкающие звуки.